# 旅遊警示
旅遊警示或旅行警示指的是各國政府為了保障其國民在國外時的安全，會根據駐外使領館等外交代表機構的報告及國際新聞媒體的報導，依危險程度對於國家與地區予以分級並說明。若某一國家地區發生天災、動亂等，以致有危害國民安全時，政府會發出旅行警示建議國人非必要則暫勿前往。對於已在該地的國人，則會透過使領館或僑社等管道予以通知，必要時會進行撤僑。
除了安全以外，如傳染病等亦為旅行警示的一部份。

## 另見
- 臺灣：國外旅遊警示分級表
- 香港：外遊警示制度
- 澳門：澳門旅遊警示

## 外部連結
- 中华人民共和国：中国领事服务网 安全提醒 （页面存档备份，存于）
- 日本：https://www.anzen.mofa.go.jp/ （页面存档备份，存于）
- ：旅遊警示地圖（朝鲜语：대한민국의 여행경보제도）
- 英国：British Foreign & Commonwealth Office (FCO) Home Travel Advice （页面存档备份，存于）
- 美国：U.S States International Travel Information
- ：Smartraveller: The Australian Government's travel advisory and consular assistance service - Australian Department of Foreign Affairs and Trade （页面存档备份，存于）
- 加拿大：travel.gc.ca （页面存档备份，存于）